# Ludwig II. (Pfalz-Zweibrücken)

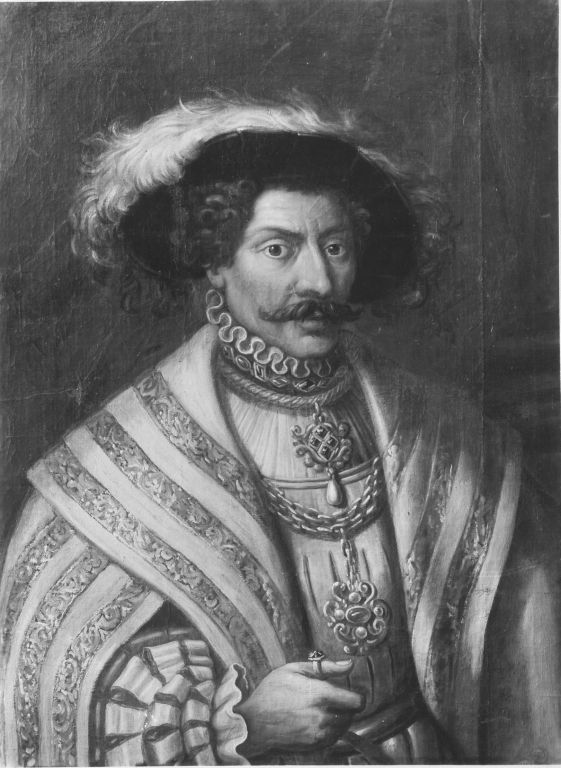
Ludwig II.

Ludwig II. von Pfalz-Zweibrücken genannt der Jüngere (* 14. September 1502 in Zweibrücken; † 3. Dezember 1532 in Zweibrücken) war ab 1514 Pfalzgraf und Herzog von Pfalz-Zweibrücken und Graf von Veldenz.

## Leben
Ludwig war der älteste Sohn des Pfalzgrafen und Herzogs Alexander von Zweibrücken (1462–1514) aus dessen Ehe mit Margarete (1480–1522), Tochter des Grafen Kraft VI. von Hohenlohe in Neuenstein. Da er beim Tod seines Vaters noch minderjährig war, stand Ludwig bis 1519 unter Vormundschaft seiner Mutter sowie beigeordneter Räte. Da die Stadt Annweiler seiner Mutter die Huldigung versagt hatte, belagerte er 1519 die Stadt, die nach Verhandlungen am 6. Februar 1519 an Ludwig übergeben wurde. Im Jahr 1522 kämpfte er im kaiserlichen Heer in den Niederlanden.
Ludwigs Regierung fällt in die Zeit der Reformation. In seiner Jugend wurde er von Johannes Bader beeinflusst. Auf dem Reichstag zu Worms erlebte er 1521 Martin Luther, als dessen Anhänger er galt. Seine Unterstützung für die Kräfte der Reformation war schwankend, doch holte er 1523 Johann Schwebel als Hofkaplan nach Zweibrücken, dessen Wirken maßgeblichen Einfluss hatte, dass das Herzogtum von den Auswirkungen des Deutschen Bauernkrieges weitestgehend verschont blieb. 
Andererseits setzte Ludwig II. sich nicht gegen die Klöster Hornbach und Wörschweiler durch. 1529 ermöglichte er den Schweizer Theologen die Reise zum Marburger Religionsgespräch, indem sie durch sein Herzogtum weitgehend die Bistümer Speyer, Mainz und Worms umgehen konnten.
Ludwig starb bereits 30-jährig an der Schwindsucht. Sein Grab befindet sich in der Alexanderskirche in Zweibrücken. Wegen der Minderjährigkeit des Erbprinzen Wolfgang übernahm zunächst sein jüngerer Bruder Ruprecht von Pfalz-Veldenz die Regentschaft.
Ludwig wurde durch seinen Sohn Wolfgang zum Stammvater sowohl aller Kurfürsten von der Pfalz ab 1685 als auch der bayerischen Könige ab 1806. Alle heute lebenden Wittelsbacher stammen von ihm ab.

## Ehe und Nachkommen
Ludwig II. heiratete 10. September 1525 in Kassel Elisabeth (1503–1553), Tochter des Landgrafen Wilhelm I. von Hessen. Die Hochzeit musste wegen des ausbrechenden Bauernkrieges zunächst verschoben werden. Mit Elisabeth hatte Ludwig II. folgende Kinder:
- Wolfgang (1526–1569), Pfalzgraf und Herzog von Pfalz-Zweibrücken

⚭ 1545 Prinzessin Anna von Hessen (1529–1591)
- Christine (1528–1534)

Alle heute lebenden Wittelsbacher stammen von Ludwig ab.